# Wojcieszków (gromada)
Wojcieszków – dawna gromada, czyli najmniejsza jednostka podziału terytorialnego Polskiej Rzeczypospolitej Ludowej w latach 1954–1972.
Gromady, z gromadzkimi radami narodowymi (GRN) jako organami władzy najniższego stopnia na wsi, funkcjonowały od reformy reorganizującej administrację wiejską przeprowadzonej jesienią 1954 do momentu ich zniesienia z dniem 1 stycznia 1973, tym samym wypierając organizację gminną w latach 1954–1972.
Gromadę Wojcieszków z siedzibą GRN w Wojcieszkowie utworzono – jako jedną z 8759 gromad na obszarze Polski – w powiecie łukowskim w woj. lubelskim na mocy uchwały nr 13 WRN w Lublinie z dnia 5 października 1954. W skład jednostki weszły obszary dotychczasowych gromad Wojcieszków, Bystrzyca, Helenów, Otylin, Wola Bobrowa i Wola Burzecka ze zniesionej gminy Wojcieszków w tymże powiecie. Dla gromady ustalono 27 członków gromadzkiej rady narodowej.
1 stycznia 1959 do gromady Wojcieszków włączono wsie Oszczepalin A i Oszczepalin B z gromady Wola Osowińska w powiecie radzyńskim.
1 stycznia 1960 z gromady Wojcieszków wyłączono wsie Oszczepalin A i Oszczepalin B, włączając ich obszar do gromady Wola Bystrzycka w tymże powiecie.
1 stycznia 1962 do gromady Wojcieszków włączono obszar zniesionej gromady Burzec w tymże powiecie.
1 stycznia 1969 do gromady Wojcieszków włączono obszar zniesionej gromady Wola Bystrzycka w tymże powiecie; z gromady Wojcieszków wyłączono natomiast wsie Szczałb i Zimna Woda, włączając je do gromady Krzywda w tymże powiecie.
Gromada przetrwała do końca 1972 roku, czyli do kolejnej reformy gminnej. 1 stycznia 1973 w powiecie łukowskim reaktywowano gminę Wojcieszków.